# Hubenay János
Hubenay János, Hubenai (Csót, 1820. június 4. (keresztelés) – Pócsmegyer, 1878. április 5.) énekes-színész, Hubenay Ferenc öccse, Hubenayné Lipcsei Klára férje.

## Életútja
Hubenai Ferenc és Tóth Anna fiaként született. Színipályára lépett 1838-ban. 1839-ben Pécsett, majd 1840–41-ben Kolozsvárott lépett fel. 1842 és 1872 között némi megszakítással a Nemzeti Színháznál működött mint segédszínésze és tagja volt az intézmény kórusának. 1851–52-ben Latabár Endre társulatában is szerepelt. 1843. november 27-én Pesten, a józsefvárosi templomban feleségül vette Lipcsey Klárát, az esküvői tanúk Nagy Gusztáv ügyvéd és Szentpétery Zsigmond színész voltak.
Örök nyugalomra helyezték 1878. április 7-én a pócsmegyeri köztemetőben.